# Mark Feuerstein
Mark Feuerstein (Nova York, 8 de junho de 1971) é um actor norte-americano. No filme Sete Dias e Uma Vida (Life or Something Like It) (2002), o ator perdeu para Christian Kane o papel de Cal Cooper.

## Filmografia
- Magia e Sedução (Practical Magic) (1998)
- A Musa (The Muse) (1999)
- O Que as Mulheres Querem (What Women Want) (2000)
- Compromisso de Honra (Rules of Engagement) (2000)
- Mulher por Cima (Woman on Top) (2000)[1]
- Regressão (Abandon) (2002)
- Na Sua Pele (In Her Shoes) (2005)[2]
- Um Ato de Liberdade (Defiance) (2008)
- O Clube das Babás (The Baby-Sitters Club) (2020)